# Longleat House

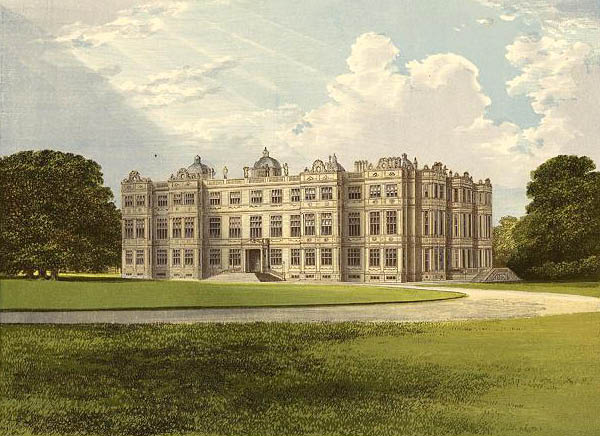
Dibujo de Longleat House.

Longleat House es una casa de campo inglesa (country house), actualmente la residencia de los marqueses de Bath, famosa por sus colecciones de arte y extensos terrenos. Se halla junto al pueblo de Horningsham y cerca de las ciudades de Warminster en Wiltshire y Frome en Somerset. 
Longleat es una de las mayores propiedades arquitectónicas y naturales de la aristocracia británica, notable por su casa de campo isabelina, el laberinto, las zonas verdes ajardinadas y un safari park. La casa se sitúa en un terreno de 364 hectáreas de zonas verdes, acondicionadas por el jardinero Capability Brown, y posee otras 3200 hectáreas de bosques y tierras agrícolas. Fue la primera casa señorial en abrirse al público, y es también el primer safari park que hubo fuera de África.
La casa fue construida por sir John Thynne, y diseñada principalmente por Robert Smythson, después que el convento que estaba en el mismo lugar fuera destruido por un incendio en 1567. La construcción llevó 12 años y se considera como uno de los más finos ejemplos de la arquitectura isabelina en Inglaterra, si bien casi todos sus interiores fueron redecorados en el siglo XIX, dentro de un gusto italianizante. Longleat es actualmente ocupada por Alexander Thynne, 7.º marqués de Bath, descendiente directo de la antigua saga y conocido por su labor como pintor y sus costumbres excéntricas.
El programa de la BBC Animal Farm se rueda aquí.

## Longleat Hose y la familia Thynne

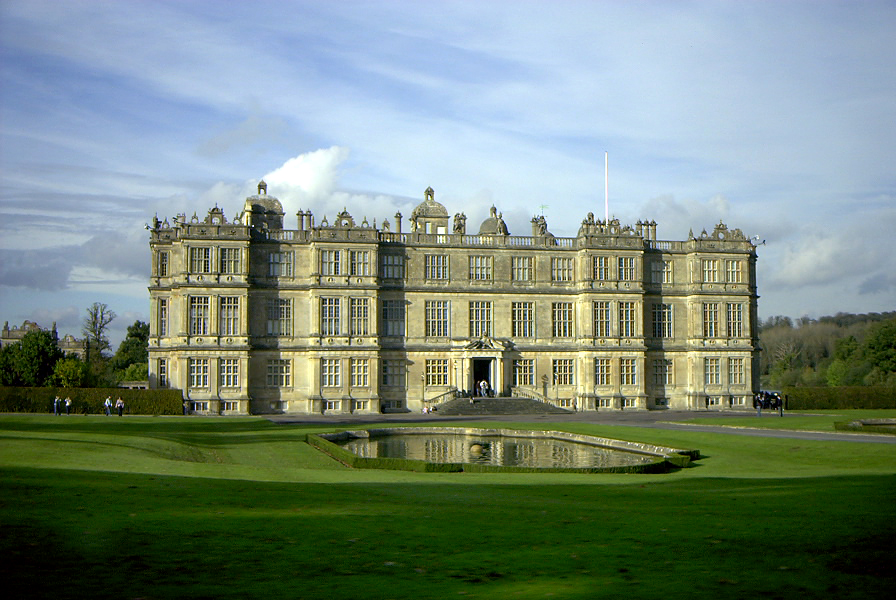
Longleat House.

Longleat fue adquirida por Sir John Thynne en 1541. Él fue el primer miembro de la dinastía Thynne, apellido que se ha escrito de forma diversa a lo largo de la historia: Tynn o Thynne en el siglo XVI, posteriormente sólo Thynne, pero en la década de 1980 el actual cabeza de la familia volvió a coger el apellido Thynn.

### Los miembros de la familia y las etapas de la casa
- Sir John Thynn (1515-1580) adquirió Longleat, que previamente había sido un monasterio agustino. Él era un constructor con experiencia acumulada en diferentes trabajos: Syon House, Bedwyn Broil y Somerset House. En abril de 1567 la casa original se incendió, y fue reemplazada por otra que se terminó en 1580. Adrian Gaunt, Alan Maynard, Robert Smythson, el Conde de Hertford y Humpfrey Lovell contribuyeron para construir el nuevo edificio, pero la mayor parte del diseño fue obra de Sir John.
- Sir John Thynn, Junior (1555-1604)
- Sir Thomas Thynn (1578-1639)
- Sir James Thynn (1605-1670), quien empleó a Sir Christopher Wren para realizar modificaciones en la casa.
- Thomas Thynn (1646-1682)
- Thomas Thynne, 1.º Vizconde de Weymouth (1640-1714) empezó la gran colección de libros de la casa. Los jardines, los canales, fuentes y los parterres fueron creados por George London con esculturas de Arnold Quellin y Chevalier David. La Best Gallery, la Gran Galería, la Antigua Biblioteca y la Capilla se añadieron gracias a Wren.
- Thomas Thynne, 2.º Vizconde de Weymouth (1710-1751) se casó con Louisa Carteret cuyo fantasma se dice está en la casa.
- Thomas Thynne, 1.º Marqués de Bath (1734-1796) empleó al diseñador de jardines Capability Brown para transformar la parcela ajardinada por un parque con caminos y carreteras.
- Thomas Thynne, 2.º Marqués de Bath (1765-1837) empleó a Jeffry Wyatville para modernizar la casa y fue aconsejado por Humpphrey Repton para los terrenos. Wyatville demolió bastantes partes de la casa, incluyendo la escalinate de Wren, la reemplazó por galerías y una gran escalinata. También construyó otros edificios como la Orangerie, invernadero para plantas exóticas.
- Henry Frederick Thynne, 3.º Marqués de Bath (1797-1837)
- John Alexander Thynne, 4.º Marqués de Bath (1831-1896) coleccionó objetos de arte italianos. Empleó a John Crace, cuyos principales trabajos incluían el Brighton Pavilion, Woburn Abbey, Chatsworth House y el Palacio de Westminster; le eligió para diseñar interiores de estilo renacentista italiano.
- Thomas Henry Thynne, 5.º Marqués de Bath (1862-1946). Durante la I Guerra Mundial, la casa se usó somo un hospital provisional. Durante la II Guerra Mundial, se convirtió en la evacuada Escuela para hijas de Oficiales de la Armada. Un hospital americano fue construido en los terrenos también.
- Henry Frederick Thynne, 6.º Marqués de Bath (1905-1992). En 1947, deudas impagadas forzaron la venta de uns gran cantidad de propiedades del Marqués, para permitir que Longleat sobreviviesa la casa abrió al público. Russel Page rediseñó los jardines para acomodarlos a los turistas. El safari park abrió en 1966.
- Alexander Thynn, 7.º Marqués de Bath (nacido en 1932) es un artista y pintor de murales con predilección por los laberintos (creó el Gran Laberinto, el Laberinto del Amor, el Laberinto del Sol, el Laberinto de la Luna y el Laberinto del espejo del Rey Arturo en los terrenos de la propiedad).

La casa de sigue usando como residencia privada de la familia Thynn.

### Colecciones artísticas

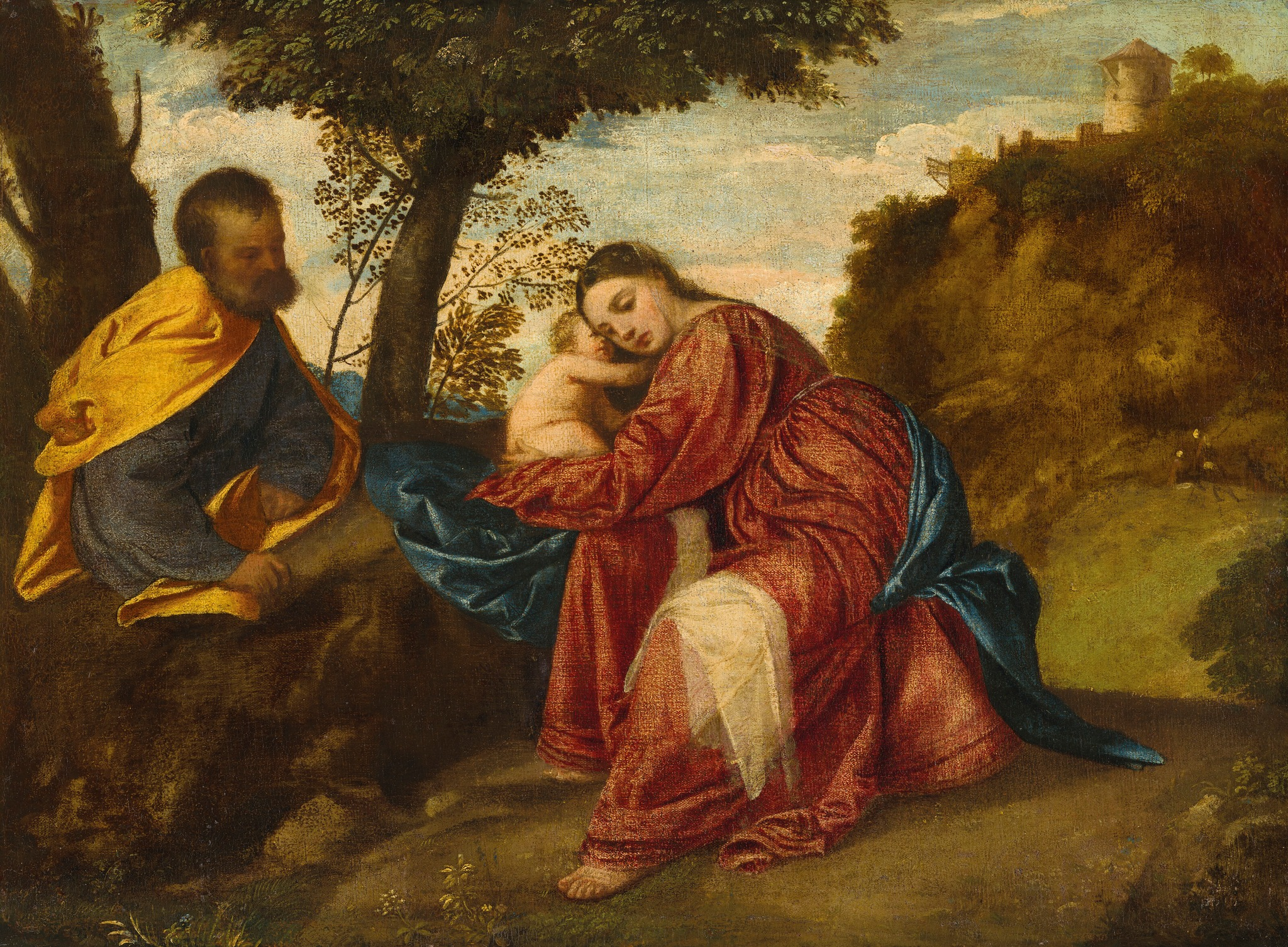
Descanso en la huida a Egipto, cuadro juvenil de Tiziano Vecellio considerado el principal tesoro pictórico de la mansión, hasta su venta en subasta en 2024.

El palacio alberga interiores sumamente lujosos, producto en su mayoría de importantes reformas decorativas emprendidas en los siglos XVIII y XIX. Varios salones tienen los techos decorados con costosos relieves sobredorados, inspirados en los italianos del Renacimiento, y hay que citar una enorme chimenea en mármol de Carrara, copia de una existente en el Palacio Ducal de Venecia. Se halla en el centro de un salón de 28 metros de longitud, decorado con tapices flamencos del siglo XVII (Historia de Ciro el Grande).
En la planta baja, otro salón es el único que conserva su decoración isabelina original, con las paredes enchapadas de madera. Mide 13 metros de altura y fue dotado de una galería con motivo de la visita del rey Carlos II de Inglaterra (1663).
Otro salón, conocido como Real, ha sido habitualmente empleado para recibir a los monarcas ingleses, desde Isabel I, que acudió en 1574, hasta Isabel II en 1980. Las paredes de este salón están forradas con cuero de Córdoba (España) de principios del siglo XVII.
Longleat cuenta con valiosas pinturas antiguas, de Lorenzo di Credi, Tintoretto y el taller de Domenico Ghirlandaio. Anteriormente se conservaba en la mansión el óleo Descanso en la huida a Egipto, obra juvenil de Tiziano; víctima de un robo en 1995 y recuperado siete años después. Necesidades económicas obligaron a su subasta en la casa Christie's en julio de 2024; se vendió por 17,56 millones de libras  .
La mansión cuenta con extensas colecciones de muebles y porcelanas; a destacar un escritorio que perteneció al político francés Talleyrand. En un salón se exhiben vestidos y trajes de gala del siglo XIX y de principios del siguiente, destacando los empleados en la coronación de Eduardo VII de Inglaterra en 1902.
Los archivos y fondos bibliográficos conservados en Longleat son de notable extensión; unos 40.000 libros repartidos en siete bibliotecas. Sólo en una de ellas se conservan 4.800 volúmenes. Las obras más valiosas están microfilmadas y pueden estudiarse en instituciones públicas del país.

## Visitas turísticas
La mansión está abierta al público con sus diferentes atracciones siendo cada una de ellas cobradas individualmente. Una entrada general permite el acceso a cada atracción y está disponible con un precio de descuento.
La mansión ofrece las siguientes atracciones:
- Jardines y terrenos
- Safari park
- Longleat House
- Murales de Lord Bath
- Safari en barca
- Mina Old Joe
- Tranvía en miniatura
- Jadín de las mariposas
- Gran laberinto
- Pueblo del cartero Pat
- La aventura del castillo
- Laberinto de Blue Peter
- Laberinto del espejo del Rey Arturo
- Vida y época de Enrique, Lord Bath
- Familia Bygones
- Los jardines místicos
- Exhibición de los animales estrella del parque

#### La visita de la propia casa
El recorrido por la casa permite visitar:
- El gran salón isabelino.
- El pasillo este de la planta baja, una amplia sala originalmente usada como acceso a las habitaciones por parte del servicio. Ahora la sala alberga muebles y cuadros. También están a disposición del público dos libros del visitante, uno muestra las firmas de Isabel II y Felipe, el otro las firmas de Jorge VI y Isabel (la reina Madre).
- La sala previa a la biblioteca, con un magnífico fresco veneciano en el techo.
- La biblioteca Roja, en la que se encuentran la mayoría de los 40 000 libros que hay en la casa.
- La habitación del desayuno.
- El comedor de la planta baja.
- Escaleras arriba, encontramos una gran colección de figuras de porcelana de Meissen.
- El cuarto de baño.
- El comedor principal, con una gran pieza de porcelana de Meissen en el centro de la mesa que favorece el mantener conversaciones.
- El salón.
- El pasillo Robes.
- La habitación china.
- La habitación de música, con instrumentos incluido un órgano de tubo.
- La habitación del príncipe de Gales, llamada así debido a un gran cuadro de Enrique Federico, príncipe de Gales, hermano de Carlos I.
- El pasillo oeste de la primera planta.
- La gran escalera.